# Gilberto Silva
Gilberto Aparecido da Silva (født 7. oktober 1976 in Lagoa da Prata, Minas Gerais, Brasilien), kendt som Gilberto Silva, er en brasiliansk fodboldspiller, der spiller for Panathinaikos FC som defensiv midtbanespiller.
I størstedelen af hans professionelle karriere spillede han for den engelske klub Arsenal F.C., hvor han var defensiv midtbanespiller fra 2002. Han spiller desuden på Brasiliens landshold. Tidligere spillede han for den brasilianske klub Atlético Mineiro (2000-2002) og América-MG (1988-1993 og 1997-2000).
- Wikimedia Commons har flere filer relateret til Gilberto Silva